# Carmelo Anthony
Carmelo Kyam Anthony (nascut el 29 de maig de 1984), és un jugador de bàsquet professional estatunidenc retirat. Mesura 2,03 m i pesa 104,3 kg.
Després del seu pas per la Universitat de Syracuse, amb la qual va ser campió de l'NCAA, va ser triat pels Denver Nuggets en el tercer lloc del Draft de l'NBA de 2003. En el seu primer any a la lliga professional va ser el màxim anotador entre els jugadors debutants (per damunt fins i tot de Lebron James), i va ser seleccionat per al quintet ideal de "rookies" juntament amb LeBron James, Chris Bosh, Dwyane Wade i Kirk Hinrich.
Com a fites individuals, ha estat tres vegades All-Star (2007, 2008, 2011) i tres vegades escollit en el tercer millor quintet de l'NBA (2006, 2007, 2009). Amb la selecció dels EUA ha estat medalla d'or als Jocs Olímpics de Pequín (2008), medalla de bronze als Jocs Olímpics d'Atenes (2004) i medalla de bronze al Mundial del Japó (2006).
El 10 de desembre de 2008, Anthony va fer història en anotar 33 punts en un sol quart, igualant el rècord històric que tenia George Gervin des del 9 d'abril de 1978.
A nivell col·lectiu, la temporada 2008-09 ha estat fins ara la més reeixida d'Anthony. Després de caure en primera ronda de playoffs durant sis anys consecutius, el seu equip de sempre, els Denver Nuggets, van assolir les finals de la Conferència Oest, però van caure derrotats per Los Angeles Lakers, 4-2.
El 23 de febrer de 2011 els Denver Nuggets el van traspassar als New York Knicks. I a l'estiu de 2014 Anthony va anunciar que seguiria formant part de la franquícia de Nova York.